# Osomatsu-kun
Osomatsu-kun (おそ松くん?), è un manga serializzato dall'autore Fujio Akatsuka che è stato pubblicato nella rivista Shōnen Sunday di Shogakukan dal 15 aprile 1962 al 15 gennaio 1969. Da tale manga sono state tratte due serie anime: la prima trasmessa dal 5 febbraio 1966 al 25 marzo 1967 in 56 episodi e prodotta da Studio Zero; la seconda dal 13 febbraio 1988 al 30 dicembre 1989 di 86 episodi è stata prodotta dalla Pierrot ed è apparsa prima in Giappone su Fuji Television e poi grazie alla tv satellite Animax, anche in altri paesi del sudest asiatico. In Italia, entrambe le serie sono del tutto inedite. Nel 1988 da questo manga è stato tratto anche un videogioco per Sega Mega Drive intitolato Osomatsu-kun: Hachamecha gekijō.
Questa serie ha aiutato la reputazione di Akatsuka come artista di gag comiche, molto prima del suo altro manga popolare Tensai Bakabon. Osomatsu-kun è apparso in numerosi speciali di Shōnen Sunday. Nel 1964, Akatsuka vinse il decimo Shogakukan Manga Award per Osomatsu-kun.
Nel 2015 è stata trasmessa in Giappone la serie Mr. Osomatsu, in Italia distribuita sottotitolata su Crunchyroll.

## Anime

### Trama
Osomatsu è un bambino stravagante e un poco sfortunato che vive assieme ai suoi cinque fratelli gemelli: hanno 10 anni e il loro compleanno è il 24 maggio. Frequentano assieme la scuola e vanno generalmente molto d'accordo, in particolare il protagonista si trova in sintonia con Choromatsu (intelligente ma molto egoista), e vi son molte occasioni in cui i due si mettono in contrasto con gli altri. Dovranno inoltre "combattere" contro Iyami e il suo assistente Chibita, che però, quest'ultimi, in particolare nell'anime del 1988, si considerano essere i veri protagonisti principali della storia per le loro azioni quotidiane comiche e stravaganti.

### Serie animata 1966

#### Doppiatori originali
- Osomatsu: Midori Katō
- Choromatsu: Keiko Yamamoto
- Ichimatsu/Todomatsu: Haruko Kitahama
- Jūshimatsu: Mie Azuma
- Karamatsu: Fuyumi Shiraishi
- Iyami: Kiyoshi Kobayashi
- Chibita: Kazue Tagami, Yōko Mizugaki
- Hatabō: Takako Sasuga
- Dekapan: Setsuo Wakui

### Serie animata 1988

#### Doppiatori originali
- Osomatsu: You Inoue
- Choromatsu: Rica Matsumoto
- Todomatsu: Megumi Hayashibara
- Karamatsu/Hatabō: Mari Mashiba
- Jūshimatsu/Totoko: Naoko Matsui
- Ichimatsu/Kaasan: Mari Yokoo
- Iyami: Kaneta Kimotsuki
- Chibita: Mayumi Tanaka
- Dekapan: Tōru Ōhira
- Dayōn/Kemunbasu: Takuzō Kamiyama
- Tōsan/Beshi: Tetsuo Mizutori (Kenichi Ogata episodi 85-88)
- Omawari-san/Nyarome/Rerere no Ojisan: Shigeru Chiba